# John Ashley (actor)
John Ashley (25 de diciembre de 1934 – 3 de octubre de 1997) fue un actor, productor y cantante de nacionalidad estadounidense. Fue sobre todo conocido por su trabajo en filmes de American International Pictures, produciendo e interpretando películas de terror rodadas en Filipinas, y por su faceta de productor televisivo participando en series como The A-Team.

## Biografía

### Inicios
Nacido en Kansas City, Misuri, su verdadero nombre era John Atchley. Criado en Oklahoma, se formó en la Will Rogers High School en Tulsa y en la Universidad Estatal de Oklahoma en Stillwater (Oklahoma), donde cursó estudios de economía. Siendo estudiante, Ashley visitó a un amigo en California, acompañándole al rodaje de The Conqueror (1956). Allí fue descubierto por John Wayne, que quedó impresionado por el aspecto del joven, por lo que le ayudó a obtener un papel en la producción televisiva Men of Annapolis.

### Carrera como actor
Ashley tuvo su gran oportunidad en el cine cuando acompañó a una amiga a una prueba para un papel en el film de American International Pictures Dragstrip Girl (1957). Lou Rusoff le preguntó si también quería hacerse una prueba, y finalmente obtuvo un papel. AIP lo contrató para rodar cuatro películas en los siguientes dos años.
Ashley fue favorito de las hijas de James H. Nicholson, una de las principales figuras de American International Pictures, que siempre esperaba que el actor llegara a ser una gran estrella. Ashley no superó la prueba para el primer papel de I Was a Teenage Werewolf (1957), pero actuó en otras varias películas de AIP. Su segundo papel para el estudio llegó con Motorcycle Gang (1957), con un personaje casi idéntico al de Dragstrip Girl.
AIP quería que Ashley rodara un film titulado Hot Rod Girl. Sin embargo, le ofrecieron la posibilidad de intervenir en la serie televisiva Matinee Theatre, por lo que solicitó que se pospusiera el film para poder hacer el papel en la serie. Sin embargo, Samuel Z. Arkoff, de AIP, se negó, obteniendo una orden judicial que impedía que Ashley actuara en televisión.
Ashley fue uno de los pocos primeros actores de AIP que pasó con éxito de los papeles de delincuente juvenil a los personajes de películas playeras, siendo escogido para encarnar al mejor amigo de Frankie Avalon en una serie de cintas, la primera de las cuales fue Beach Party (1963), y que motivó que AIP le hiciera un nuevo contrato para trabajar en dichas producciones. Sin embargo, su película más destacada fue Hud (1963).
En 1959 Ashley fue elegido para actuar en el episodio "Elkton Lake Feud", perteneciente a la serie western Frontier Doctor, protagonizada por Rex Allen. Entre 1961 y 1962 fue coprotagonista, junto a Brian Kelly, de la serie de aventuras de ABC Straightaway. Otra de sus actuaciones televisivas más conocidas fue su papel semi-recurrente como uno de los prometidos de Ellie May en The Beverly Hillbillies.

### Cantante
Además de actuar, también grabó varios discos a finales de los años 1950.

### Productor
A finales de la siguiente década, Ashley recibió una oferta para rodar una película en Filipinas. Como su primer matrimonio acababa de romperse, él aceptó salir del país. Rodó Brides of Blood para el productor Eddie Romero, volviendo después a Oklahoma, donde dirigió algunas salas de cine. Un distribuidor amigo suyo consideró un éxito la puesta en escena de Brides of Blood, por lo que le sugirió que volviera a Filipinas para realizar otros filmes similares. Ashley aceptó y rodó en aquel país The Mad Doctor of Blood Island y Beast of Blood, trabajando como actor y productor. Empezó así una larga asociación con Filipinas y con el productor Eddie Romero. Ashley finalmente empezó a financiar esas películas, participando como enlace en Filipinas en el rodaje de filmes como The Big Doll House y Apocalypse Now. Después volvió a los Estados Unidos, donde se centró en el trabajo de producción.
Ya como productor televisivo, Ashley se dedicó a la producción de series como The A-Team, The Quest, y Walker, Texas Ranger. Fue el narrador de la secuencia de apertura de The A-Team durante las primeras cuatro temporadas de la serie.

### Vida personal
Ashley se casó con la actriz Deborah Walley en 1962. Tuvieron un hijo, Anthony Ashley, antes de divorciarse. Ashley se casó después con Nancy Moore, con la que tuvo otro hijo, Cole Ashley. Se casó una tercera vez, con Jan Ashley. La pareja permaneció unida hasta la muerte del actor, ocurrida en 1997 en la ciudad de Nueva York, a causa de un infarto agudo de miocardio. Tenía 62 años de edad. En el momento de la muerte se encontraba en el plató de Scar City. Fue enterrado en el Cementerio Forest Lawn Memorial Park de Hollywood Hills.

## Selección de su filmografía
- Dragstrip Girl (1957)
- Motorcycle Gang (1957)
- Zero Hour! (1957)
- Frankenstein's Daughter (1958)
- How to Make a Monster (1958)
- Hot Rod Gang (1958)
- Suicide Battalion (1958)
- High School Caesar (1960)
- Hud (1963)
- Beach Party (1963)
- Muscle Beach Party (1964)
- Bikini Beach (1964)
- The Eye Creatures (1965)
- Sergeant Deadhead (1965)
- Beach Blanket Bingo (1965)
- How to Stuff a Wild Bikini (1965)
- Young Dillinger (1965)
- Hell on Wheels (1967)
- Brides of Blood (1968)
- Manila, Open City (1968)
- The Mad Doctor of Blood Island (1968)
- Deserter USA (1969)
- Beast of Blood (1971) – también productor
- Beast of the Yellow Night (1971) - también productor
- The Big Doll House (1971) - solo productor asociado
- The Woman Hunt (1972) - también productor
- The Twilight People (1972) - también productor
- Black Mama, White Mama (1972) - solo productor
- Beyond Atlantis (1973) - también productor
- Savage Sisters (1974) - también productor
- Black Mamba (1974) - también productor
- Smoke in the Wind (1975)
- Sudden Death (1977)
- Apocalypse Now (1979) - solo productor asociado
- Werewolf (1987) – solo productor ejecutivo
- Invisible Mom (1997) – únicamente voz
- Scar City (1998) - solo productor

### Televisión
- Men of Annapolis (1957)
- Jefferson Drum (1958)
- The Deputy (1959)
- The Millionaire (1960)
- Death Valley Days (1961)
- Straightaway (1961–62)
- Wagon Train (1960–63)
- Petticoat Junction (1963)
- The Beverly Hillbillies (1963–67)
- Dr. Kildare (1964)
- The Wild Wild West (1966)
- Coach of the Year (telefilm, 1980) - solo productor
- Will: G. Gordon Liddy (telefilm, 1982) - solo productor
- The A-Team (serie TV, 1983–86) – productor ejecutivo y narrador
- The Quest (serie TV, 1982) - productor
- Something Is Out There (serie TV, 1988) - solo productor
- Hardball (serie TV, 1989)- solo productor
- Raven (serie TV, 1992) - solo productor ejecutivo
- Journey to the Centre of the Earth (telefilm, 1993) - solo productor
- Walker, Texas Ranger (serie TV, 1993–94) - solo productor ejecutivo
- Marker (serie TV, 1995) - solo productor
- Lawless (serie TV, 1997) - solo productor